# 塚本和人
塚本 和人（つかもと かずと）は、日本のジャーナリスト。朝日新聞シンガポール支局長、元上海支局長。

## 略歴
- 1992年朝日新聞社入社。神戸支局、松山支局、大阪社会部、東京社会部、上海支局、外交・国際グループ、韓国研修などを経て、現在はシンガポール支局長[1]。

## 役職
- 上海支局長 - 2003年〜2007年
- シンガポール支局長 - 2009年4月〜

## 参照
- aサロン＿特派員　世界を走る＿ヒマラヤの小国の苦悩（カトマンズ発）
- aサロン＿特派員　世界を走る＿南洋華人の心の味（シンガポール発）

## 関連事項
- 朝日新聞社
  - 朝日新聞